# Per Nordangård
Per Gunnar Olof Nordangård, född 19 mars 1946 i Värnamo, död 28 januari 2021 i Båstads distrikt, var en svensk journalist och författare. 
Nordangård växte upp i Stockholm och var son till journalisten och författaren Folke Nordangård samt bror till bland andra Magnus Nordangård och Johan Nordangård, tidigare rektor för Södra Vätterbygdens folkhögskola. Per Nordangård var gift med journalisten Ulla O’Barius, som varit verkställande direktör för Svenska Handelskammaren i Storbritannien.
Nordangård arbetade på bland annat Sydsvenska Dagbladet och Svensk Sjöfarts Tidning innan han började sin anställning som ekonomijournalist på Göteborgs-Posten och fortsatte i andra befattningar, bland annat som nyhetschef och featurechef, innan han 1989 utsågs till tidningens chefredaktör. Under åren 1994–2012 verkade han som utrikeskorrespondent för Göteborgs-Posten med stationering i London. Under flera år var han kyrkorådsordförande i Ulrika Eleonora svenska församling i London.
För sina mångåriga insatser inom yrkes- och föreningslivet tilldelades Per Nordangård 2006 Kungliga Patriotiska Sällskapets medalj av första storleken.
Nordangård var efter pensioneringen bosatt i Båstad och under flera år ordförande i Film i Båstad, som arrangerar Lilla filmfestivalen.
Nordangård avled i sviterna av Covid-19.